# 2021年美國總統就職典禮
2021年美國總統就職典禮，正式名稱為第59屆美國總統就職典禮（英語：59th Presidential Inaugural Ceremonies），又稱喬·拜登總統就職典禮（英語：Inauguration of Joe Biden），是2021年1月20日在華盛頓特區美國國會大廈西翼举行的就职典礼，第46任美国总统乔·拜登及第49任副總統賀錦麗在這天正式就任並進行宣誓，标志两人领导的民主党政府4年任期的开始。
就职典礼时值美国政治、公共卫生、经济及国家安全形势空前严峻之时：即將卸任的美国总统唐纳德·特朗普曾一度尝试推翻2020年美国总统选举结果，促使特朗普的支持者于1月6日冲击国会大厦，使特朗普被控煽动叛乱而面临史无前例的第二次弹劾案，加上全国各地面临大规模骚乱的威胁，执法部门大为紧张。又因为2019冠状病毒病疫情的影响，加上安保的需要，典礼活动被大幅度限缩，避免病毒进一步扩散，也减少国会周边地区爆发暴力活动的可能性，故是次典礼仅开放第117届美国国会成员现场观礼，他们仅可以选择携带一名嘉宾前往，做法和国情咨文演说类似。观礼人士必须接受核酸检测及测温，并全程佩戴口罩及保持社交距离。
此次典礼主题“美国團結”（America United）、“我们坚定的民主：锻造更美好的合众国”（Our Determined Democracy: Forging a More Perfect Union）参考自美国宪法序言。

## 背景
就职典礼标志着在2020年美国总统选举中当选的乔·拜登正式结束总统过渡期并就任总统。拜登与竞选搭档贺锦丽于2020年12月14日的选举人团投票中正式取得他们掌握的过半选票，并由国会联席会议确认他们胜出大选。然而不断质疑选举合法性但在落败两个月后承诺“有序交接”权力的唐纳德·特朗普不打算出席典礼，成为自1869年时任总统安德鲁·约翰逊拒绝出席尤利西斯·格兰特第一次就职典礼以来首位这样做的现任总统，亦是美国史上第四位这样做的现任总统。
拜登自就职起凭借78岁又61天的高龄，成为上任时最年长的美国总统，打破將近78岁、卸任时77岁又349天的罗纳德·里根的纪录。他亦是首位特拉华州籍的总统、约翰·肯尼迪后第二位天主教信徒总统、第十五位担任总统的前副总统。而贺锦丽则成为首位亚非裔及女性的副总统。

## 组织者

### 国会联席委员会
当选总统拜登及当选副总统贺锦丽的宣誓仪式由就职典礼联席委员会筹划。联席委员会由两党人士组成，包括参议员罗伊·布伦特（任主席）、米奇·麥康諾、艾米·克罗布彻和众议员南希·佩洛西、斯坦利·霍耶和凯文·麦卡锡。美国参议院规则与行政委员会负责监督联席委员会运作。
2020年12月8日，委员会的共和党成员投票反对公开认可拜登和贺锦丽当选的决议。选举人团确认拜登当选后，布伦特及其他共和党参议员最终确认拜登当选总统，表示将与拜登的总统就职委员会就典礼准备事宜进行沟通。

### 总统就职委员会
2021年总统就职委员会会在当选总统和副总统的指导下筹划多场与就职典礼相关的活动。该委员会由联合主席吉姆·克莱本、埃里克·加塞蒂、塞德里克·里士满、丽莎·布伦特·罗彻斯特、格雷琴·惠特默，首席执行官托尼·艾伦，执行主任马优·瓦金斯（Maju Varghese），副执行主任伊凡娜·坎卡和艾琳·威尔逊（Erin Wilson），首席医疗顾问戴维·凯斯勒及人员和外部事物主任艾德丽安·埃罗德（Adrienne Elrod）组成。委员会雇佣负责2020年美国民主党全国大会线上节目制作的斯蒂芬妮·库特和里奇·科什纳，以及格伦·魏斯规划典礼的节目转播。

## 主题和节目
就职典礼联席委员会选定“我们坚定的民主：锻造更美好的合众国”作为是次就职典礼的主题，凸显典礼是“美国治理与民主的标志”，强调权力平稳交接。
拜登就职委员会首席执行官艾伦表示，活动在疫情的影响下会有所不同，但会让美国人在安全的条件下，参与到就职典礼的传统中。活动包括由名人主持、为期5天的多场网络直播的音乐会。就职典礼的官方YouTube频道及其他社交媒体账号将发布与典礼相关的独家内容。

## 筹备

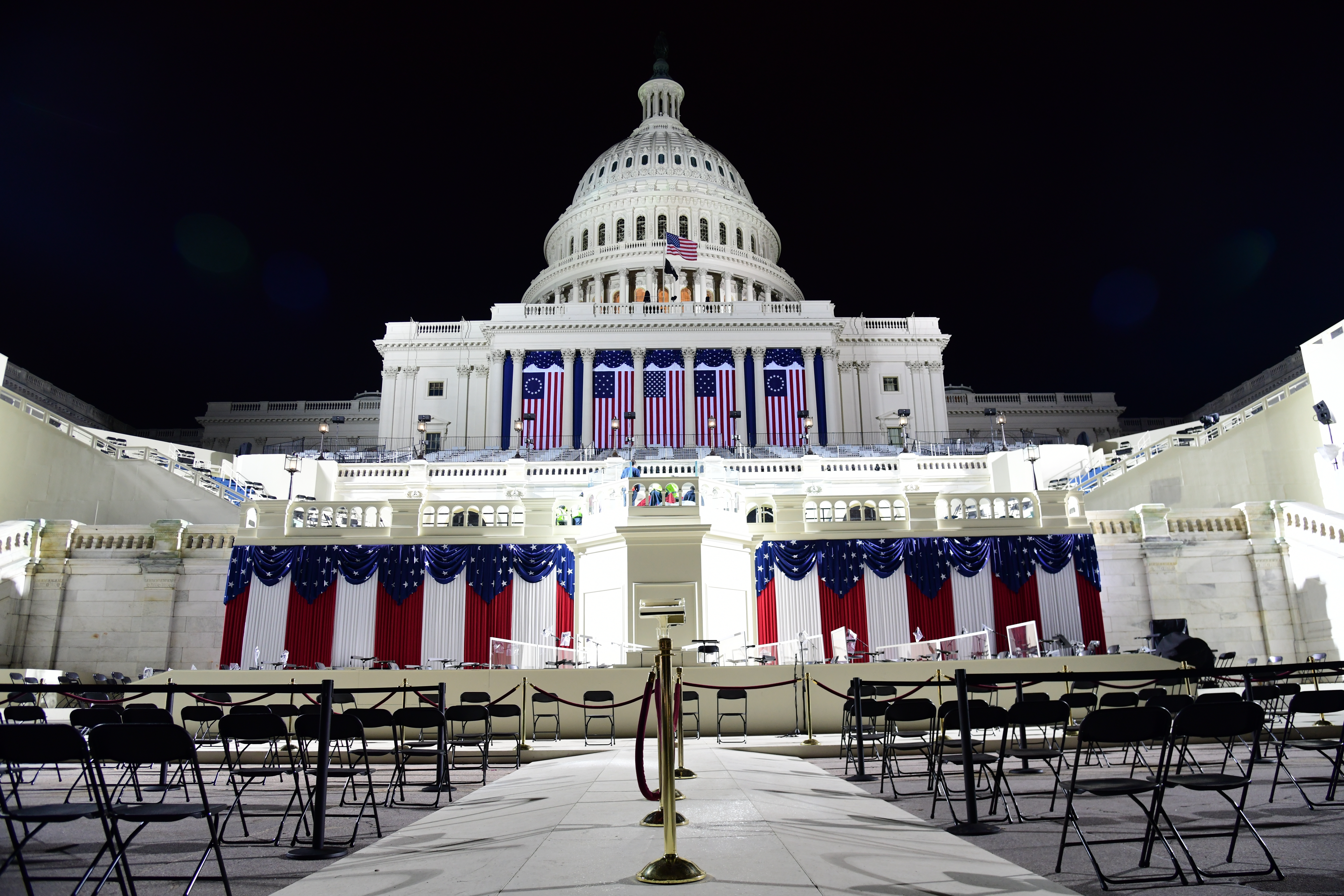
位于美國國會大廈的就职典礼舞台

2020年9月3日，国会警察委员会宣布自2020年9月7日起至2021年2月28日暂停公众前往美国国会大厦西翼参观，保障活动所需的就职平台、观众席及其他基础设施安全顺利搭建。搭建工程于2020年9月29日启动。标志着典礼平台搭建工程开始的“第一口钉子仪式”因美国最高法院大法官露丝·巴德·金斯伯格的去世和葬礼而取消。平台可容纳1600名观众。

## 费用
有别于过往的就职典礼，是次典礼由于观众人数大幅度减少，成本预计会下降。通常总统就职典礼的费用预计高达4490万美元，由华盛顿哥伦比亚特区承担后，再由联邦政府返还。然而2021年国会冲击事件外加全国面临骚乱威胁，安保需求显著上升。前国土安全部官员约翰·桑德维格（John Sandweg）认为，由于美国总统提名大会大部分改到线上举行，加上总统候选人因2019冠状病毒病疫情减少外出活动，美国特勤局2020年竞选季的支出低于往年，可能有资金盈余。

## 安保及反恐措施

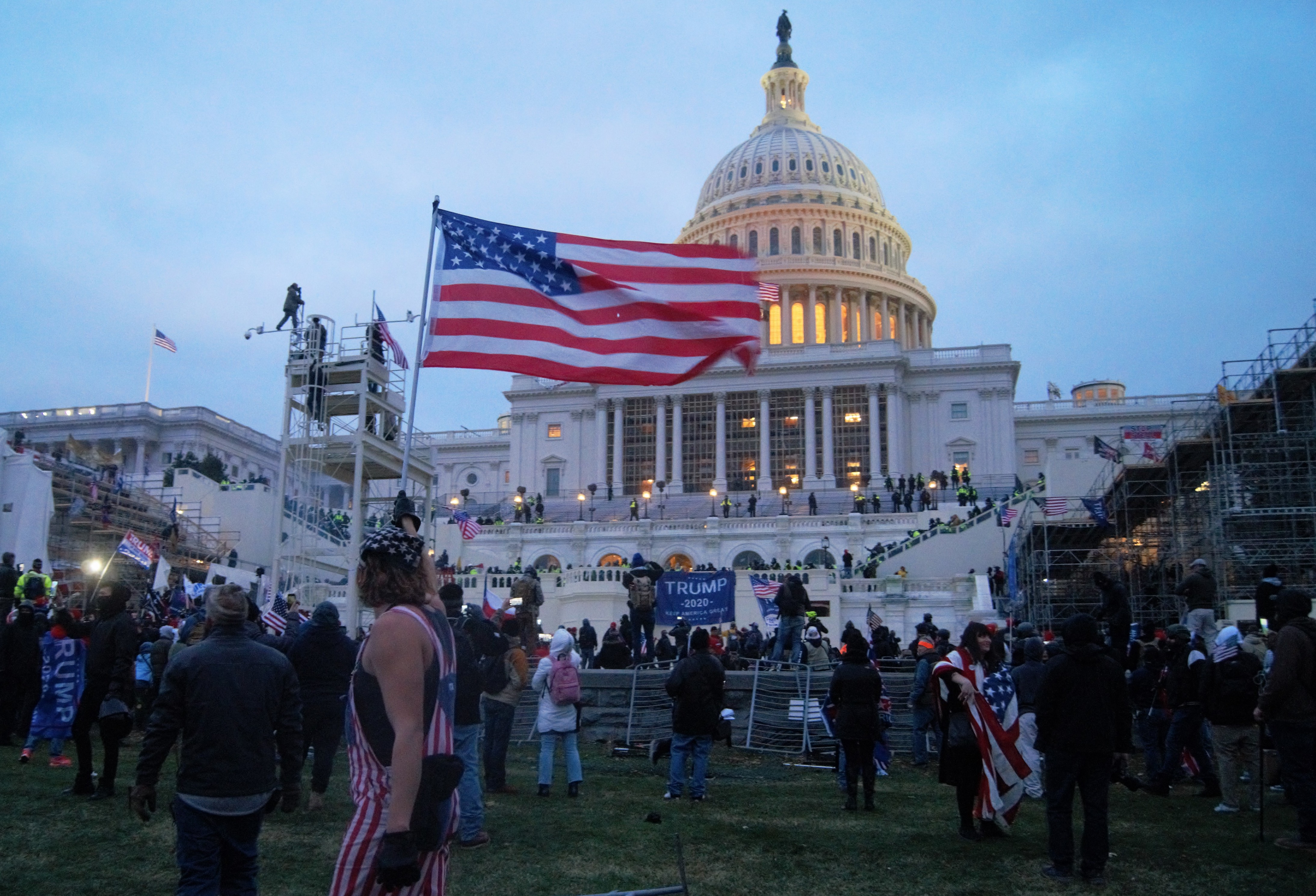
2021年1月6日，离就职典礼举行还有14天，亲特朗普的示威者在冲击国会大厦期间占领了就职典礼平台

自2001年乔治·沃克·布什第一次总统就职典礼以来，总统就职典礼均被列为国家特别安全事件；然而，考虑到连续几个星期的国会示威活动，今年的特别安全事件比往年早了几个星期，将准备工作纳入其中。负责为知名公职人员出席活动提供额外保安的特勤局发表声明，表示典礼会安全举行。
冲击事件，示威者推倒了安装在就职典礼舞台工地的网状栅栏和障碍物。典礼彩排原定1月17日举行，后因安全考虑推迟至19日。拜登没有选择将典礼搬到室内举行，表示自己“不害怕在室外宣誓就任”，表明有信心应对安全状况。前国土安全顾问丽莎·摩纳哥向拜登团队提供典礼安保事宜的建议。
示威团体及个人扬言干扰拜登就职后，特勤局启动了美国有史以来规模最大的安保行动，竭力防止国会再度出现流血暴动。1月11日，特朗普批准华盛顿特区宣布进入紧急状态，允许聯邦緊急事務管理署提供联邦协助保障活动。同日，美国国家公园管理局警告有参与暴动的团体“继续扬言干扰”就职典礼，对“游客及公园资源构成严重威胁”。国会范围内有大量不可延展的七英尺高铁马，防止典礼被干扰，平台遭拆解。
1月14日，联邦调查局、国土安全局及其他联邦及地方部门发表13页“威胁评估联合报告”，确认本土恐怖主义是就职典礼最大的威胁，其次是境外影响行动和极端主义无人机空袭。公告认为，极端分子有能力“毫无预警地展开行动，有意袭击平民和软目标，有能力用无需专业知识即可使用的武器造成大规模伤亡”。另外，自1月6日国会袭击事件起，美国情报部门已发现中国、伊朗和俄罗斯意图激化紧张局面和暴力活动，与先前利用特朗普传播不实信息的尝试相呼应，手法包括发动行动质疑邮寄投票的安全性。
同日，特勤局成立多部分指挥中心（Multi-Agency Command Center），协调安保事宜。指挥中心比原计划提前6天成立，抽调联邦调查局、美国法警、国防部、公园警察及特区地铁警察等政府机关，以及汽油公司、CSX铁路和美铁等私营企业共50到60个机构的代表和特工组成。上千名全副武装的国民警卫队从50个州、三大海外领地及哥伦比亚特区前往执勤，他们提前一个礼拜抵达，在美国国会访客中心扎营。《华盛顿邮报》认为国会“形同临时营房，数百个警卫队员占据大理石地板，背包当枕头，没上膛的M4卡賓槍随手可及”。
五角大楼通过美国国民警卫队授权最多2.1万名国民警卫队队员到白宫警戒，到1月15日将上限提升到2.5萬名。特区国民警卫队威廉·J·沃克少将负责指挥人数在典礼前几天稳步增长的特区国民警卫队。据他估计，典礼期间被派往特区的警卫队人数在2.2万至2.5万之间。尽管多数州长和上将侍从官愿意配合国防部要求增派人手，但仍有部分州长拒绝增派，希望留存兵力保卫自己州国会。大批警卫队进军华盛顿也给后勤造成了困难，临近州的队员乘地面交通工具前往，偏远州队员则乘飞机前往安德鲁斯联合基地。美国国防官员担心这可能催生内部威胁，对此陆军部长莱恩·麦卡锡确认联邦调查局将启动程序，审查驻扎特区的2.5萬名士兵。该程序会用联邦调查局的数据库和监视名单检测士兵的名字，找出与极端及恐怖组织有关或此前接受调查的红标人士。
除了保障国会安全，特区的国民警卫队还会负责交通管制。警卫队宪兵因接受处理内乱的专业训练，在此次安保工作中起到尤为重要的作用。特区军队总人数创下美国内战以来的新高，堪比亚伯拉罕·林肯第一次就职典礼的安保级别，超过1968年華盛頓哥倫比亞特區大暴動所动用的1.3名国民警卫队。
应特区地铁警察的要求，美国法警会协助安保，计划从全国各地委派4000多名地方执法人员协助。典礼前夕，运输安全管理局提升了特区地区三大机场的航空安全级别，增加随机安检门、爆炸物探测嗅探犬和联邦空警。

### 出行限制和地点关闭
当局祭出多项措施限制民众在典礼期间前往华盛顿特区。华盛顿哥伦比亚特区市长穆丽尔·鲍泽敦促游客暂停前往，美国人事管理局要求联邦机构允许联邦雇员远程工作。国家广场、华盛顿纪念碑、国会山、联合车站、林肯纪念堂及白宫等重点地段暂停开放。华盛顿都会区交通局关闭华盛顿地铁13个车站，地铁巴士修改服务路线。美國郵政署临时撤走或锁定公用邮箱，暂停华盛顿及其他主要城市的收件业务。爱彼迎取消全市房间预订，各大航空公司禁止旅客携带武器登记，当地酒店行业工会呼吁限制旅客入住，国会大厦周围的许多停车场将被关闭或改道。另外，馬里蘭區域通勤鐵路、維珍尼亞鐵路特快、美铁東北區域號列車暂定运营；弗吉尼亚州在特勤局的要求下关闭波托马克河的四座桥梁。安飛士·百捷集團、赫茲租車、萬豪國際和凱悅酒店应众议院监督委员会要求，加强旅客安检。

### 安全事件
1月15日，国会警察逮捕弗兰特罗亚尔籍的31岁男子。该男子携带“非经授权”的就职典礼通行证，打算进入国会范围的限制区域。警方在他的福特F-150卡车中发现一把装有高容量弹匣并上膛的格洛克手枪、500多发弹药（包括中空弹）及20发霰弹枪子弹。男子身份为私人保镖，协助市区的安保工作。他承认持有上膛手枪和霰弹枪子弹，但否认故意带着500发子弹开车，又表示自己开车来华盛顿前忘记车上有武器，自己在城里迷了路，只好使用他拿到的通行证。该男子被控无证持有手枪、持有未登记武器和弹药。《华盛顿邮报》表示该男子和极端组织无关，非常配合警方。
1月17日，弗吉尼亚州戈登斯维尔一名报称特朗普支持者的22岁男子在国会被捕。他持有一把格洛克22手枪、三枚高容量弹匣和37发未登记子弹。同日，康涅狄格州斯特拉特福德一名63岁女子自称执法人员兼总统内阁成员，在一处检查站附近被国会警察截查，但她随即逃跑，最终接受精神病检查并被逮捕，遭控假冒警察、拒绝遵守交通要求和逃避警察。也是在同一天，新墨西哥州奥特罗县县委员、“牛仔为特朗普”（Cowboys for Trump）组织创办人库伊·格里芬（Couy Griffin）在华盛顿被捕，他被控参与1月6日国会暴动，扬言在就职典礼当天再度持枪在国会举行集会，为国会“流血到死”。
1月18日是就职典礼带妆彩排的原定日期，但当天H街东南一处流浪者营地发生大火，引起哥伦比亚特区火灾和紧急医疗服务部出动，国会人员需要疏散。国会范围的公共广播系统向人们发出警告，国会议员受到建议就地掩护的电子邮件。扮演就职典礼观众的军乐团和其他人士被迫撤离典礼平台。营地的小火情最终被迅速扑灭，无人受伤。火苗烟雾可在国会上空看到。

## 典礼前活动

### “合众美国”就职典礼欢迎活动
就职典礼的首场活动是于星期六举行的“合众美国：庆祝美国变革者就职典礼欢迎活动”（America United: An Inauguration Welcome Event Celebrating America’s Changemakers），将设有一系列音乐表演和政治演讲，庆祝拜登和贺锦丽当选。网络直播则由女性和非二元性别抗议歌手组成的抵抗复兴合唱团（Resistance Revival Choir）与担任主唱的灵魂歌手德瓦·玛哈共同表演的《Everybody Deserves To Be Free》揭幕。合唱团成员录下各自表演时的影像，直播时会在大屏幕上播放。
随后是美国女童军率领的效忠宣誓。美国墨西哥裔制片人克里斯黛拉·阿朗索会为该节目开场，标志着拜登的就职典礼会为美国历史翻开新一页。新墨西哥州众议院德布·哈兰德之后叙述美洲原住民所做的贡献和斗争，介绍奎查恩印第安部落民族领袖克劳代特·怀特（Claudette White）演唱的传统歌曲。表演过后，多位女性政治领袖会远程探讨贺锦丽当选美国首位女副总统带来的影响。阿朗索之后介绍演员尼克·杜达尼和民权社运领袖珍妮特·穆吉亚，前者会发言提到拜登就职的意义，后者会提供有色人种女性在2020年总统选举中所获的政治成就。海内外及地方工会领袖，包括美国教师联盟总统兰迪·温加顿、全国教育协会主席丽贝卡·普林格，消防、政府和服务行业的领袖，钢铁、汽车、邮政、食品和通讯行业的工人将祝贺拜登胜选，说他支持他们各自的利益（如争取15美金），是他们所在行业工人的成功。
演员琥碧·戈柏随后登场，表示她对拜登和贺锦丽所领导的国家感到“乐观”，艺人達倫·克里斯之后翻唱歌曲《(Your Love Keeps Lifting Me) Higher and Higher》。拜登竞选团队最大捐款人、乔治亚州亚特兰大市长凯莎·兰斯·巴托姆斯随后登场，赞扬拜登“会确保全体美国人的声音都能被听到”。音乐团体Black Pumas表演歌曲《Colors》，表示他们希望全体美国人都能保持“一种乐观、团结与和平的感觉”。活动的最后，纽约州众议员孟昭文介绍贺锦丽，指她“支持为女性（尤其是非裔女性）创造参与并引领政坛机会的人士”。

### 正式歌单
拜登就职委员会发表了唱片骑师D-Nice和音乐厂牌Raedio甄选、伊萨·雷发表的46首歌曲歌单（象征拜登是第46任总统）。委员会希望歌单能让美国民众借此在家参与就职典礼。歌单在各大主流流媒体平台发布，包括拜登伉俪和贺锦丽伉俪就职典礼当天登场歌曲。据《滚石》介绍，拜登的登场曲为布魯斯·斯普林斯汀的《We Take Care of Our Own》，吉尔·拜登为霍爾與奧茲的《You Make My Dreams (Come True)》，贺锦丽为玛丽·布莱姬的《Work That》，任德龙为激進小子的《You Get What You Give》。委员会首席执行官艾伦表示入选的音乐“反映美国的不屈不挠的精神和丰富的文化多样性”，作为拜登和贺锦丽开始“团结国家的重要工作”，“为美国历史新一页翻开的配乐”。

### “我们人民”线上音乐会
就职典礼正式开始前的星期日，拜登就职委员会举行线上筹款音乐会“我们人民”（We the People），由演员基根-麥可·奇和黛博拉·梅辛共同主持。音乐会现场观众需要向拜登就职委员会才能进入。开场，拜登和妻子吉尔感谢支持自己的选民，承认疫情期间牺牲的生命；拜登表示担任总统是“毕生的荣幸”。
当晚首个表演是本·哈珀的歌曲《With My Own Two Hands》。歌手迈克尔·比文斯视频亮相，感谢观众捐款。乐队AJR乐队演出歌曲《Bummerland》。歌手芭芭拉·史翠珊祝贺拜登和贺锦丽上任，期盼他们帮助美国和世界“恢复健康”，并表演美国标准歌曲《Happy Days Are Here Again》。梅辛介绍演员、前巴拉克·奥巴马政府职员卡尔·佩恩（Kal Penn），佩恩阐述就职典礼的重要性及对“光明未来”的希望。贺锦丽与丈夫任德龙随后凭视频链接登场，感谢支持者，并列出他们在领导国家时会面临的问题。
说唱歌手威廉表演公益歌曲《American Dream》，这首歌是威廉的天使基金会（Angel Foundation）将理工科教育拓展到非特权学生所推出的筹款歌曲。演员、社运人士蘇菲亞·布希感谢向就职委员会捐款的人士，音乐人卡洛尔·金表演格莱美奖年度制作获奖歌曲《You’ve Got a Friend》。墨西哥演员海梅·卡米尔就移民问题发表小演说，曾在2013年贝拉克·奥巴马第二次总统就职典礼表演的詹姆士·泰勒演唱歌曲《美丽的阿美利加》。演员康妮·布里顿表达了政治团结的信念，回忆了她在2016年美国妇女峰会见面的情形。音乐团体打倒男孩在预先录制的视频中表演歌曲《Centuries》。雪兒之后就拜登和贺锦丽的胜出发表演讲，称自己对两人领导国家感到“兴奋、乐观”，然后翻唱麥莉·希拉歌曲《I Hope You Find It》。演出最后，DJ卡西迪向观众发表演说，并进行音乐采样。

### 国家志愿日
就职日两天前的2021年1月18日是马丁·路德·金纪念日，这一天是纪念马丁·路德·金诞辰的联邦节假日。拜登和就职委员会鼓励民众当天参加社区礼拜活动，与AmeriCorps合作在全美筹划2500场线上或志愿活动。委员会建议社区举行志愿活动，为改善人民经济健康状态及社会福祉祈祷，包括写卡片寄语疫情康复者、为无家可归者编织纪念品、开展“非接触式”捐助食品衣物所获服务及开展社区大清洁。拜登伉俪当天在费城非营利食物银行Philabundance打包罐头。贺锦丽伉俪在华盛顿特区参与志愿活动。

#### “为国服务”线上活动
路德·金日当晚，拜登就职委员会举行演讲和音乐活动《为国服务：马丁·路德·金日国家祈祷日庆祝活动》（United We Serve: A Celebration of the National MLK Day of Service）。主持人肖恩·帕特里克·托马斯和林恩·惠特菲尔德作开场，表扬在祈祷日当天参与志愿服务的美国人；贺锦丽与丈夫任德龙发表讲话，强调就职典礼和社区服务的政要性。金儿子马丁·路德·金三世、儿媳妇安德莉亚、孙女尤兰大讨论社区服务，小女儿伯尼斯·金博士随后讲话，谈及先父发起的非暴力抵抗活动。音乐人埃洛·布莱克表演歌曲《My Way》，大提琴家马友友表演曾在2009年就职典礼上演奏的《Air and Simple Gifts》
，安德拉·戴表演个人作品《Rise Up》，贝贝·维南斯演唱金博士演说《我有一个梦想》，亚历杭德罗·费尔南德斯和乐队Maná表演《Decepciones》，切斯卡·沃伦和黛安·沃伦表演拜登竞选活动背景歌曲《El Cambio》。其他发言人包括大牧师阿尔·夏普顿、美国全国有色人种协进会主席德里克·约翰逊、全国城市联盟主席马克·莫里亚尔、参议员柯瑞·布克和谭美·达克沃斯、堪萨斯州众议员沙里斯·戴维斯、演员罗莎里奥·道森及其他专家及民权活动家。

### 林肯纪念堂亮灯仪式
1月19日晚，拜登于特拉华州纽卡斯尔约瑟夫·R·“博”·拜登三世国民警卫队/预备役部队中心的欢送仪式上离开家乡特拉华州。州长约翰·卡尼和拜登伉俪发表讲话，贝斯夏隆犹太会堂拉比迈克尔·比尔斯（Michael S. Beals）发表祝祷。当天晚些时候，拜登伉俪和贺锦丽伉俪于林肯纪念堂倒影池参与全国亮灯仪式。就职典礼组织方邀请全美各社区在就职典礼前夜（19日）东部时间晚5点30分点亮建筑，鸣响教堂钟声，纪念在疫情中去世的人士。林肯纪念堂倒影池将同步举行亮灯仪式，帮助美国人在疫情过后重振精神。拜登伉俪和哈里斯伉俪出席典礼。天主教華盛頓總教區枢机主教威尔顿·丹尼尔·格雷戈里发表祈祷，福音歌手尤兰达·亚当斯演唱歌曲《哈利路亚》，密歇根州护士洛莉·玛丽·凯（Lori Marie Key）表演《奇异恩典》。拜登和贺锦丽在致辞中强调全国哀悼活动的重要性，其中拜登表示这是“美国人疗愈的方法”。帝国大厦、太空针塔等主要城市及部落的国家地标举行亮灯仪式。华盛顿国家座堂鸣钟400下，纪念迄今为止在疫情中死亡的40万美国人。

### 其他线上活动
主办方举行了三场线上流媒体直播的活动，展现美国种族及文化多样性。
其中亚裔美国人和太平洋岛民举办的活动为“亚裔与太平洋岛民就职典礼晚会：打破屏障”（AAPI Inaugural Ball: Breaking Barriers），登场人士包括尼拉·坦登、国会议员阿米·贝拉、普拉米拉·贾亚帕尔、安迪·金和拉贾·克里斯纳莫莫蒂，前奥运选手关颖珊，演员凯尔·佩恩（Kal Penn）、赵约翰、庫梅爾·南賈尼和汪可盈，日本早餐、阿里·阿夫萨尔（Ari Afsar）和拉贾·库玛等人做音乐表演。
非裔美国人活动为“我们是一家”（We Are One），由特伦斯·J主持，政治人物史黛西·艾布拉姆斯，国会议员吉姆·克莱本、塞德里克·里士满、乔伊斯·贝蒂，参议员柯瑞·布克，当选参议员拉斐尔·沃诺克，演员萊絲莉·瓊斯和金·菲尔德将登场，表演嘉宾包括托贝·纽维吉、DJ D-Nice、欧杰斯合唱团、Rapsody和前往非洲！。全美传统黑人大学仪乐队举行乐队大战。
拉丁裔美国人活动“拉丁裔就职典礼晚会2021：传承、坚韧和承诺”（Latino Inaugural 2021: Inheritance, Resilience, and Promise），由伊娃·朗歌莉亞主持，拉丁裔倡议团体西班牙裔联盟等赞助。林-曼努爾·米蘭達、約翰·李古查摩、麗塔·莫瑞諾、爱德华·詹姆斯·奥莫斯、艾薇·昆和貝姬·G将登场，吉尔伯托·圣·罗莎和加比·莫雷诺联合大卫·加尔萨、埃米利奥·埃斯特凡及德克萨斯州罗马乐队德州全明星乐队（All-Star Tejanos United）共同表演。鲍勃·马利与哭泣者乐队将扮演埃米利奥·埃斯特凡作品《One World, One Prayer》，牙买加音乐人巴布·馬利的家人有份参与。

### 纪念火车旅程
拜登原计划乘坐美铁旅客列车从威尔明顿前往华盛顿。值得一提的是，拜登在当参议员时经常坐这趟列车往返，故有“美铁乔”（Amtrak Joe）的外号。然而，出于安全考虑，这项计划被取消。2017年1月20日，拜登结束副总统任期后，乘坐阿西乐特快号列车列车离开华盛顿，抵达威尔明顿站。

### 就职日礼拜
拜登与夫人吉尔·拜登于1月19日遵照新任总统的传统，在总统招待所布莱尔宫留宿。一般当选总统和现任总统在就职当天早上的教堂礼拜后，会在白宫会面。然而当天拜登的日程表没有这项习俗，由于特朗普不会出席拜登的典礼，加上自第二轮总统选举电视辩论没有和他直接沟通，这种传统不太可能得到维持。此前拜登两次就任副总统时，都会出席凯文·奥布莱恩神父支持的天主教弥撒。2013年，这项活动在天文台环路一号副总统宅邸举行。拜登当天赴华盛顿圣玛窦主教座堂出席弥撒，参议院多数党领袖米奇·麦康奈尔、少数党领袖查克·舒默、众议院议长南茜·佩洛西及众议院少数党领袖凯文·麦卡锡共四位国会两党领导人应邀出席。

#### 特朗普欢送仪式
就职典礼当天早上，特朗普从安德鲁斯联合基地乘坐空军一号前往佛罗里达州棕榈滩私人度假村海湖庄园。特朗普与妻子、第一夫人梅拉尼娅·特朗普乘海军陆战队一号直升飞机抵达，受到现场数百名支持者的欢迎。现场设红地毯，鸣21响礼炮，军乐团奏总统官方进行曲《向统帅致敬》。特朗普在装有总统纹章的讲台上发表短暂讲话，向人群表示“我们会以某种形式回归”。空军一号飞机升空时，现场响起了法蘭·仙納杜拉的《My Way》，这是四年前就职典礼舞会上，特朗普和妻子跳舞时的歌曲。特朗普白宫团队曾邀请多位现任及前任政府官员出席活动，其中有唐·麦克加恩、約翰·法蘭西斯·凱利和安東尼·斯卡拉姆齊等一直批评特朗普的人士，但对方拒绝出席。他在一天前发表正式的告别演说，提到“新政府的就职典礼”，但没有提到乔·拜登的名字。依照传统，特朗普在坚毅桌上给拜登留了一封表示支持的信。现任副总统彭斯也不出席欢送仪式，而是在参加完拜登就职典礼后回到家乡印第安纳州，他的哥哥、印第安纳州国会议员格雷格·彭斯与一众支持者到场迎接。

#### “为美国青年人喝彩”线上活动
就职典礼前的两小时预热节目《我们的白宫：美国青年人庆祝就职典礼活动》（Our White House: An Inaugural Celebration for Young Americans）由演员琪琪·帕尔玛支持，吸引年轻人参与当天的活动。节目中，拜登将向观众讲话，历史学家多丽丝·凯恩斯·古德温和埃里卡·阿姆斯特朗·邓巴会解释典礼的历史意义。届时尼克儿童频道将播出白宫宠物特辑，《PBS新闻一小时》播出学生专访及其他教育节目。

## 典礼活动

### 社群網站帐号交接
典礼当天，政府官方Twitter账号@POTUS和@VP完成交接，拜登政府成员继承了多个机构账号，包括@WhiteHouse、美国第一夫人吉尔·拜登的@FLOTUS和白宫新闻秘书珍·莎琪的@PressSec。原本川普總統時期@POTUS帳號上的推文歸檔至@POTUS45帳號，彭斯副總統@VP帳號上的推文則歸檔至@VP45帳號，兩個歸檔帳號由國家檔案和記錄管理局管理。

### 应对疫情特别安排及出席人士
就职典礼的大部分仪式会主要参照2020年民主党全国大会，在线上举行。典礼现场位于美国国会西翼户外，为罗纳德·里根1981年第一次总统就职典礼以来的固定场地。国会议员过往共有20万个分配给各自选区的出席名额，但今年每个人只能带一位嘉宾，共计约3000个现场名额。该决定是联席委员会咨询公共健康专家后做出的。据专门研究就职典礼的历史学家吉姆·本达特（Jim Bendat）介绍，是次拜登就职典礼会是自1945年富蘭克林·羅斯福第四次總統就職典禮现场观众最少的一次。当年，由于罗斯福的身体状况差，加上第二次世界大战尚未结束，典礼只在白宫举行，当时观众只有1000人。
出席典礼的嘉宾包括现任副总统迈克·彭斯、前总统比尔·克林顿、乔治·沃克·布什和贝拉克·奥巴马、前第一夫人希拉里·克林顿、劳拉·威尔士·布什和米歇尔·奥巴马，前总统吉米·卡特和前第一夫人罗莎琳·卡特因出行不便未出席；前副总统丹·奎尔出席，沃尔特·蒙代尔、阿尔·戈尔和迪克·切尼未出席。美国最高法院大法官克拉伦斯·托马斯、塞繆爾·阿利托及最年长的法官史蒂芬·布雷耶因疫情带来的健康风险未出席，另外六人则出席，是最高法院大法官近20年来首次未集体出席就职典礼。多位驻美大使出席典礼。台湾驻美代表首次获邀，大使萧美琴出席典礼。

#### 国旗海
国家广场会展出由19.15万面美国国旗和56条光柱（代表50个州、华盛顿特区及5个海外领地）的公共装置艺术，代表因疫情未能前往观看就职典礼的民众。

### 典礼
美国陆军先驱号角手吹奏进场曲崇戎樂，美国海军陆战队军乐团（昵称“总统私人乐团”（The President's Own））联奏约翰·菲利普·蘇沙、埃德温·尤金·巴格利等人的爱国歌曲。号角手吹奏曲目，包括欢迎当选总统拜登进场的美利坚万岁、时任副总统彭斯进场和贺锦丽宣誓就任副总统的《哥伦比亚万岁》及拜登宣誓就任总统的《向统帅致敬》。自1801年托马斯·杰斐逊就职典礼起，每届典礼都会设军乐团。
开场，参议员艾米·克罗布彻发表简短致辞。她表示：“两个星期前，愤怒的暴徒策划暴动，亵渎这个彰显我们民主制度的殿堂，唤醒了我们身份美国人的责任感。今天，我们的民主制度重整旗鼓，掸去灰尘，和以往一样，以国家的身份，在不可分割的上帝及所有人共享的自由和正义的带领下，继续向前。”国会就职典礼联席委员会主席、参议员罗伊·布伦特在致辞中引用美国宪法序言，强调建设“更完美的合众国”是一直进行的目的，称“我们比以往时候都更加强大，但还远远不能变成我们想要的样子”，“国会袭击事件提醒我们，政府制衡自身的制度既有脆弱性，也有柔韧性”。
天主教牧师、耶稣会成员、前乔治城大学主席里奥·奥多诺万作祷告，提到“美国人的爱国心并非由权力和特权催生，而是出自对集体利益的关注，不对任何人抱恶意，而对所有人慈悲为怀”，是“注入圣灵的力量”，并引用大主教若望·卡罗尔、教宗方济各和圣经《雅各書》。歌手Lady Gaga演唱国歌《星条旗》，乔治亚州消防员工会主席安德利娅·霍尔（Andrea Hall）宣誓效忠，并在讲话中加入美国手语。珍妮弗·洛佩兹演唱歌曲《This Land Is Your Land》和《美丽的阿美利加》，其中在后面一首歌的间奏部门加入效忠宣誓西班牙版的最后一句话。加斯·布鲁克斯演唱《奇异恩典》，在主歌加入歌词“我们在此已一万年”（When we've been there ten thousand years），并邀请观众和他一起唱主歌最后一句歌词；国家青年桂冠诗人阿曼达·戈尔曼朗诵个人诗作《我们越过高山》。戈尔曼凭借22岁的年纪，成为最年轻的就职典礼诗人。拜登好友、非洲卫理公会教会伯特利牧师西尔维斯特·比曼博士（Silvester Beaman）祝祷，他在祝祷词中强调《以赛亚书》第11章，将以赛亚“从耶稣的树枝中结出果实”的角色，以及“豺狼”和“绵羊”有待和解的关系，改成“我们人民”，称“我们不会被祢的圣山所击倒击垮”，“我们再也不会懂得仇恨”。
拜登宣誓时用的圣经由妻子拿着，是他的家族自1893年起一直流传下来的，和他宣誓就任参议员和副总统时用的是同一本；属19世纪版杜埃圣经，附带乔治·利奥·海多克评述，厚12.7厘米，封面有凯尔特十字。贺锦丽宣誓时用了两本圣经，由丈夫拿着，一本属于对她和妹妹玛雅·哈里斯有重要影响的Mrs. Regina Shelton，另一本属于前最高法院大法官瑟古德·马歇尔。

#### 誓词

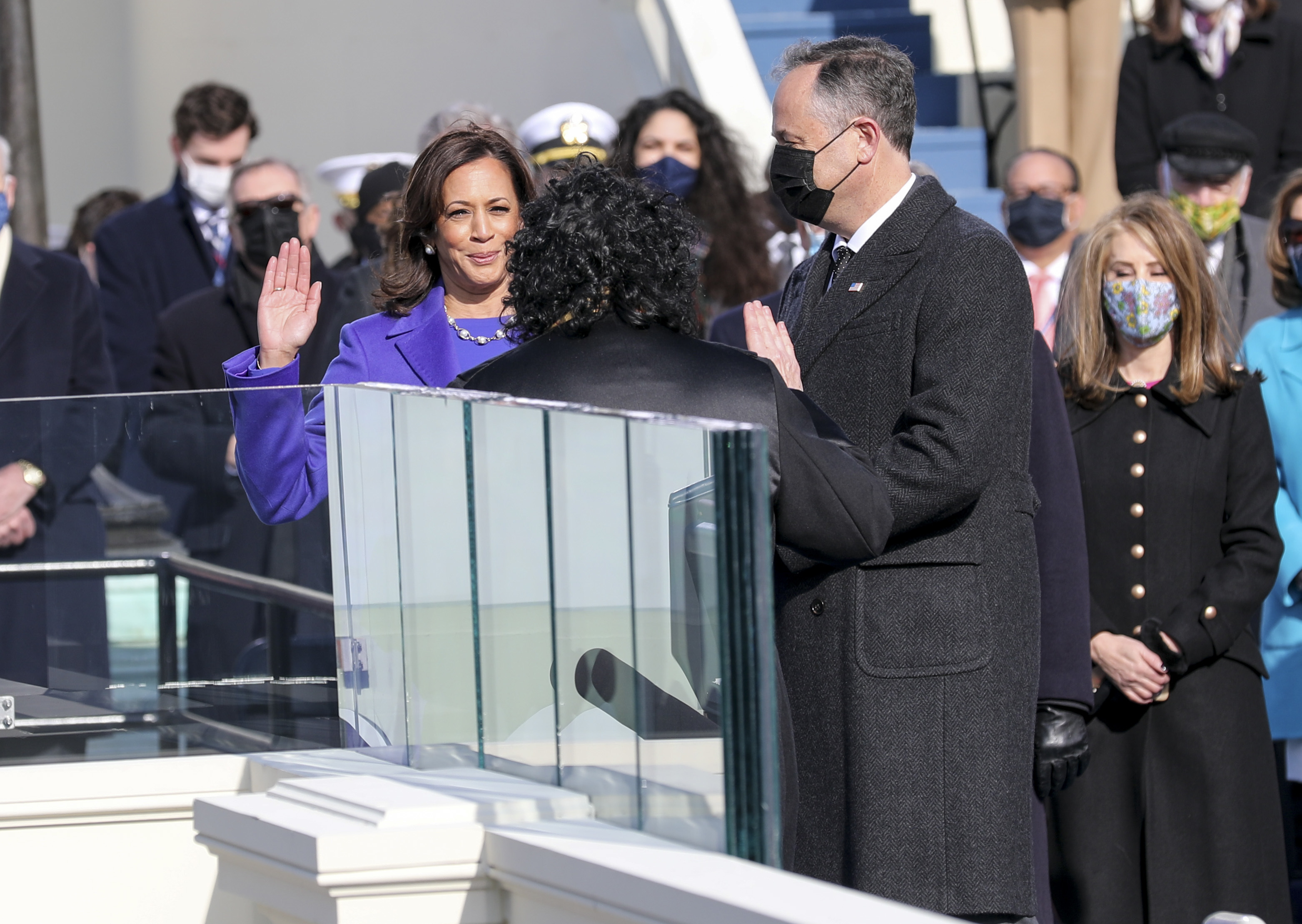
贺锦丽在最高法院大法官索尼娅·索托马约尔监誓下宣誓

上午11点40分，在最高法院大法官索尼娅·索托马约尔的监誓下，贺锦丽宣誓就任副总统。索尼娅曾于2013年监督拜登宣誓就任副总统。贺锦丽誓词如下：
|  | I, Kamala Devi Harris, do solemnly swear that I will support and defend the Constitution of the United States against all enemies; that I will bear true faith and allegiance to the same; that I take this obligation freely, without any mental reservation or purpose of evasion; and that I will well and faithfully discharge the duties of the office on upon which I am about to enter. So help me God. 我，贺锦丽，谨此宣誓，余定将支持拥护合众国宪法，抵挡境内外一切之敌人；余定将效忠于此誓言；余将自如承担此责任，精神上无任何保留或持逃避之目的；余将忠实履行余即进入之职位之责。愿上帝保佑。 |

11点47分，在首席大法官约翰·罗伯茨监督下，拜登宣誓就任总统。拜登誓词如下：
|  | I, Joseph Robinette Biden Jr, do solemnly swear that I will faithfully execute of the Office of President of the United States, and will to the best of my ability, preserve, protect, and defend the Constitution of the United States. So help me God. 我，约瑟夫·拜登，我謹莊嚴宣誓，我將忠實執行合眾國總統職責，竭盡全力恪守、維護和捍衛合眾國憲法。愿上帝保佑。 |

宣誓完成，美国陆军军乐团演奏崇戎乐，但未有21响礼炮致敬，导致拜登发表就职演说前的程序稍微延迟。后来拜登在阿灵顿国家公墓敬献花圈时，21响礼炮鸣响。用于授权发动核袭击的总统核足球被送出指挥中心，在典礼期间秘密移交给新政府军方人员；尽管特朗普缺席典礼，核足球密码还是自动撤销了他和彭斯的访问密码，转移给拜登和贺锦丽。

#### 就职演说
拜登就职演说长达21分钟，提到他计划在2019冠状病毒病、经济冲突、全球变暖、政治极化和种族不平等的多重影响下，团结整个国家。拜登在演讲家维奈·雷迪、高级顾问迈克·多尼隆、候任国务卿安東尼·布林肯和幕僚长罗恩·克莱恩的协助下撰写讲稿。《纽约时报》认为他的演说在语气上“直接反驳”了特朗普的就职演说（特朗普提到了“美国大屠杀”），呼吁拥抱多样性，终结政治、人口分布及意识形态等美国文化的“冷内战”，以此促使美国人“打开心扉，而不是变得铁石心肠”。
演讲中，拜登多番重复他的竞选誓言“为支持我和不支持我的人付出同等的努力”。他公开谴责造谣，以及将造谣武器化、从中获取利益的政客，从而隐晦指责了在任期间制造大量假消息的特朗普。拜登明确谴责白人优越主义和本土主义，指两者是美国人的“丑恶一面”，且为《美国独立宣言》提到的“美式理想”—人皆生而平等—蒙上阴霾。演讲还提到贺锦丽升任副总统的历史意义，并回顾了允许非裔美国人和女性参政的民权运动和女性参政权。拜登称他就任美国总统是民主的“胜利”；表示虽然就在短短两周前，刚刚发生了冲击国会的暴动，但今天仍然实现了和平权力交接。

### 典礼后活动

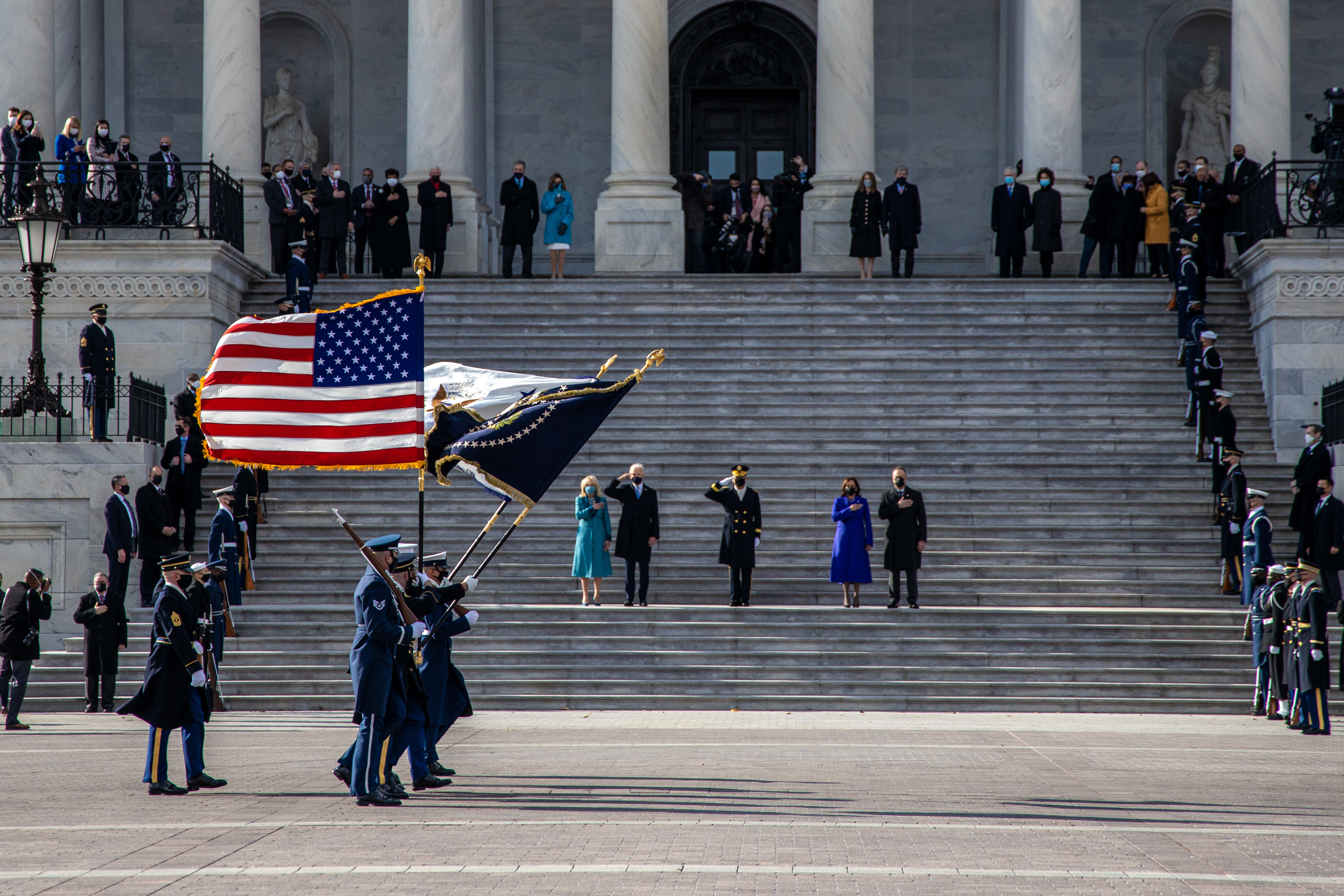
拜登、贺锦丽与配偶在国会东翼检阅部队

宣誓仪式后，拜登、贺锦丽与配偶在国会东翼检阅部队。一般在阅兵仪式前，新任总统会为乘坐海军陆战队一号离开华盛顿的卸任总统送行。然而特朗普在拜登就职典礼开始前就会离开，故这项传统被打破。在场的卸任副总统迈克·彭斯则由现任副总统贺锦丽与第二先生任德龙送别。自1897年威廉·麦金莱第一次总统就职典礼起开始的国会午餐会因公众健康考虑取消。然而，拜登和贺锦丽在圆形大厅向公众展出多个纪念品，包括罗伯特·S·邓肯森的画作《彩虹景图》（Landscape with Rainbow）、Lenox公司彼得·奥罗克（Peter O'Rourke）切割的两个铅制水晶花瓶、两面就职典礼期间在国会上空飘扬的国旗，以及两人的正式画像。中午，拜登参加行政命令签署仪式，向国会签署《就职典礼日宣言》（Inauguration Day Proclamation）及其对内阁及副内阁职位人选的提名。晚上，在贺锦丽的监督下，于1月6日乔治亚州参议员常规选举和补选中当选的乔恩·奥索夫和众议员拉斐尔·沃诺克宣誓就任，两人的胜选使得民主党成为参议院多数党。另外，她会为加州州长加文·纽森提名、填补她空缺席位的参议员亚历克斯·帕迪利亚监誓。

#### 阿灵顿国家公墓献花仪式

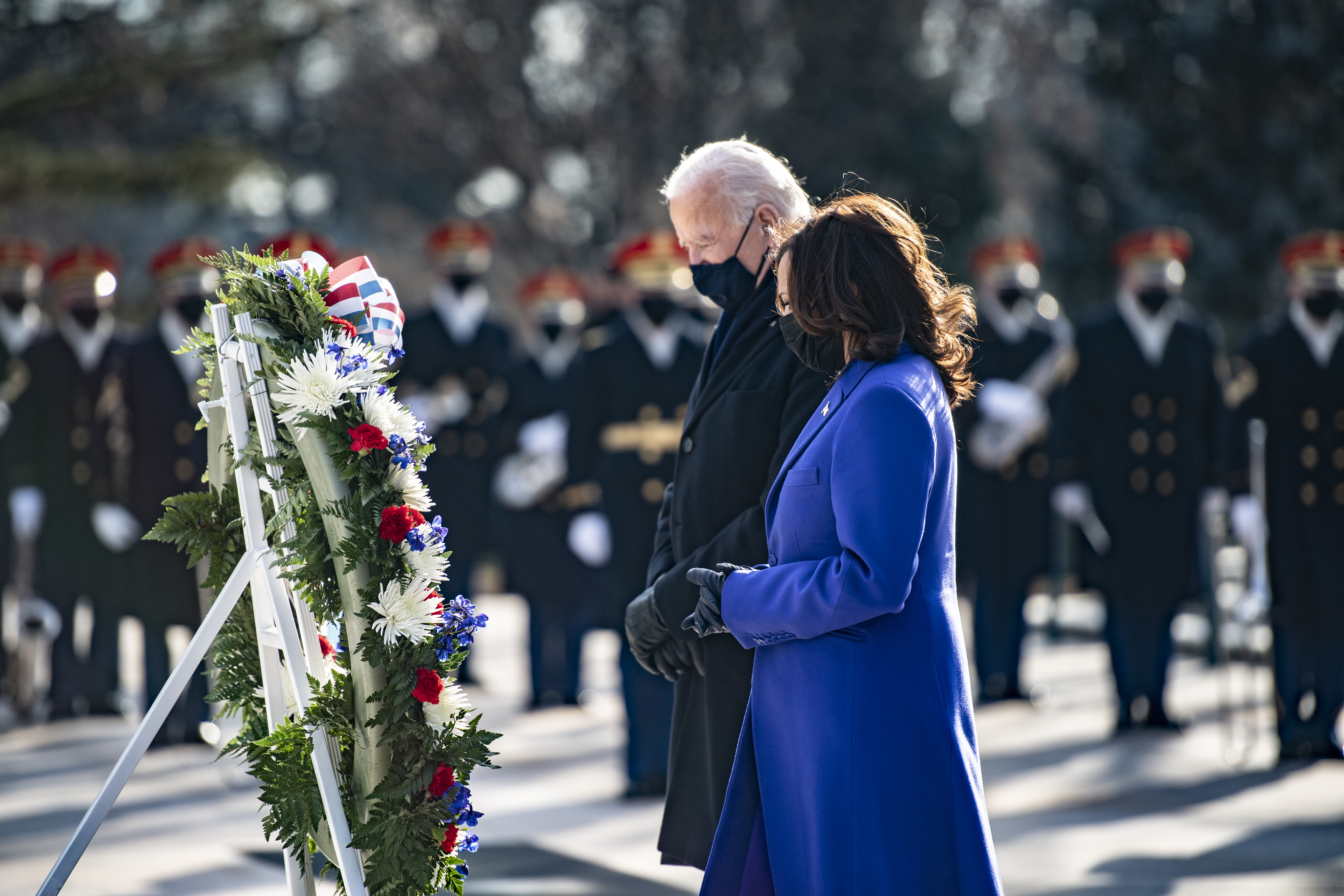
拜登和贺锦丽向阿灵顿国家公墓无名烈士墓 (阿灵顿)敬献花圈

阅兵仪式后，拜登和贺锦丽和克林顿、布什及奥巴马等一众前总统伉俪，前往阿灵顿国家公墓无名烈士墓献花圈。据总统历史学家蒂莫西·纳夫塔利介绍，这项传统自1921年沃伦·盖玛利尔·哈定就职典礼开始，迄今已有100年的历史，在“国家焦虑、痛苦和经受磨难的时候”，拜登和前几位总统纪念在战争中死去的无名烈士，“传达了团结的视觉信息”。

#### 网络直播游行

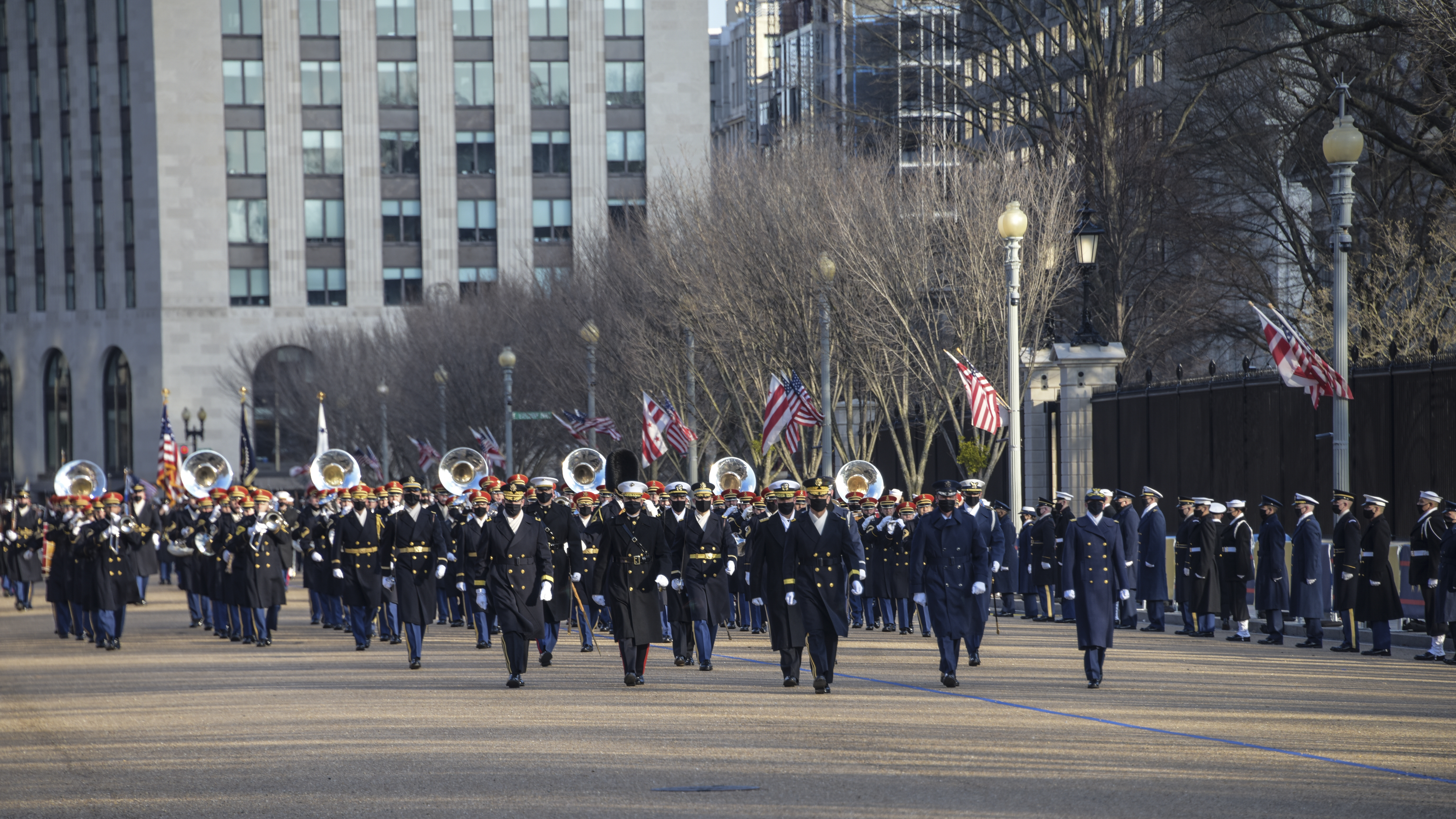
游行队伍途经白宮

鲜花仪式过后，宾夕法尼亚大道举行欢送拜登和贺锦丽入主白宫的游行活动，美军各军种、拜登母校特拉华大学和贺锦丽母校霍华德大学鼓乐队参与。拜登就职委员会组织的《全美线上游行》（Virtual Parade Across America）同步播出，由演员托尼·戈德溫主持，用音乐、诗歌、舞蹈等节目展现美国的文化种族多样性及韧性。白宫外原计划为就职游行搭建的观礼台最终因计划改变拆除。现场游行仪式由查理·布罗特曼开场，自前总统德怀特·艾森豪威尔第二次就职典礼起，他一直担任游行报幕员。
喜剧演员喬恩·史都華，音乐人安德烈·戴（Andra Day）、尼罗·罗杰斯和凯西·史赖吉与多个合唱队及多名运动员（包括前奥运选手陈巍、艾麗森·菲利克斯和姬蒂·雷德基）参与“线上点名”。仪式共动用1391名线上参与者、95匹马和9条狗。仪式期间，于疫情期间帮助社区的前线医护工作者及多位杰出学生老师获颁“英雄”称号。编舞肯尼·奥特加与全国275名事先录制视频的舞蹈者一起舞蹈；轮椅篮球计划莱恩·马丁基金会（Ryan Martin Foundation）参加线上游行。典礼最后，音乐团体激进小子20年来首次合体，献唱金曲《You Get What You Give》。这首歌被贺锦丽丈夫任德龙在2020年的竞选集会中使用，也在拜登自传《答应我，父亲》有所提及，指这首歌在他的已故儿子博与胶质母细胞瘤晚期作斗争时，是家庭聚会的“主题曲”。乐队队长格雷格·亚历山大希望这首歌能够在“这样黑暗的时候点燃最微弱的灯塔”。

#### 《庆祝美国》特别节目
传统的就职舞会一般会有数百名来宾前来见总统，持续至深夜，但今年的仪式因疫情原因取消，改为黄金时段电视特别节目《庆祝美国》（Celebrating America）。节目在全美主流电视台和其他有线电视及流媒体平台直播，由汤姆·汉克斯主持。节目开始，布魯斯·斯普林斯汀在林肯纪念堂台阶上演唱《希望和梦想之地》。之后汉斯向观众讲话，强调“我们这片应许之地的承诺”，并介绍四位嘉宾卡里姆·阿卜杜勒-贾巴尔、多洛雷斯·韦尔塔、布赖登·哈灵顿和伍佩琴，私人分别朗诵总统林肯、罗斯福、肯尼迪和里根就职讲话部分内容，体现他们的讲话强调举国团结、自信、爱国和和平。
弗吉尼亚州联合包裹服务（UPS）快递员安东尼·加斯金（Anthony Gaskin）介绍瓊·邦·喬飛，乔飞不插电翻唱了披头士的《Here Comes the Sun》。汉克斯之后介绍新总统拜登，他在美国海军军乐团吹奏四段崇戎樂和《向统帅致敬》后，于林肯纪念堂内发表讲话，强调“机会、自由、尊严和尊重”的重要性。马友友大提琴演奏《奇异恩典》、《德沃夏克第9号交响曲》选段《Goin' Home》和《Simple Gifts》。安特·克莱蒙斯和賈斯汀·提姆布萊克在田纳西州孟菲斯演唱歌曲《Better Days》。华盛顿小学教师麦肯齐·亚当斯（Mackenzie Adams）随后介绍喷火战机乐队，主唱戴夫·格羅爾在表演开场提到老师们在疫情期间利用“创意”解决教学方法上的挑战，之后乐队表演《Times Like These》。百老汇群星游行队伍表演《Seasons of Love》和《Let the Sun Shine In》。
热心公益的厨师何塞·安德列斯介绍美国的食品短缺危机，介绍在网上开柠檬水摊、为饥饿的人士筹款5.2万美元的威斯康辛小学生梅根·马什-麦格隆（Morgan Marsh-McGlone）。林-曼努爾·米蘭達随后朗诵爱尔兰诗人谢默斯·希尼的诗歌《The Cure at Troy》，这首诗曾被拜登于2020年民主党全国大会的演说中引用。国际空间站远征64任务的美国成员随后从太空向观众发来问候。首位参与五强联盟橄榄球比赛的女性运动员莎拉·福勒介绍副总统贺锦丽，在四段崇戎樂和《向统帅致敬》后，她发表讲话，形容美国人“大胆、无畏、雄心勃勃”，举了阿波罗11号登月活动、民权及妇女参政运动的例子。其后约翰·传奇翻唱歌曲《Feeling Good》。
首个接种辉瑞联合BioNTech研发2019冠状病毒病疫苗的美国人、护士桑德拉·林赛（Sandra Lindsay）介绍泰勒·哈伯德和提姆·麥克羅，两人在纳什维尔的一处屋顶演唱两人合作的歌曲《Undivided》。前总统克林顿、布什和奥巴马亮相阿灵顿纪念露天剧场，强调美国团结的重要性，回忆他们见证的权利交接，表达对拜登和贺锦丽的支持。黛咪·洛瓦托演唱比爾·威瑟斯歌曲《Lovely Day》，感谢前线医护人员。节目最后，凱蒂·佩芮演唱歌曲《烟火》，同时华盛顿纪念碑举行烟火表演，拜登伉俪和贺锦丽伉俪在白宫和林肯纪念堂观看。

## 示威活动
2020年总统选举结果引发的连串示威和反示威运动于2020年12月开始。
1月6日美国国会遭袭后，哥伦比亚特区市长穆丽儿·鲍泽要求内政部取消华盛顿特区抗议活动的申请，拒绝就职典礼期间的示威活动申请，但被内政部拒绝。尽管国家广场在典礼期间停止开放，国家公园局还是安排临近的两个公园约翰·马歇尔公园和海军纪念碑，专门让公众举行“第一修正案活动”（即抗议）。美国公园警察依照最近社会事件及眼下的威胁评估做出该决定，而上述各公园最多只容纳100人，进入指定区域的人士需要接受金属探测器检查。左翼团体ANSWER联盟和DC行动实验室（DC Action Lab）获得抗议许可，双方同意遵守观众规则举行示威活动。另外亲特朗普团体“为特朗普咆哮”（Roar for Trump）和“女性为伟大美国”（Women for a Great America）也申请示威。
情报部门估计就职典礼当天美国国会及多个州议会会爆发大规模抗议和武装民兵游行，但示威活动规模实际上比较小。当天，纽约州议会大厦只有一名特朗普支持者示威。1月17日，密歇根州布加洛運動的部分成员在密西根州議會大廈外携带武器抗议，但未爆发暴力冲突。全国公共广播电台认为暴力示威活动的疲弱有多方面原因，包括美国司法部追踪国会衝擊示威者警告执法部门策划“假旗”活动“围猎示威者”及和极端主义和小党运动有关的社交媒体账号、群组、页面及Parler等应用被封禁或下架。

## 收视率
拜登的就职演说吸引各有线新闻频道及电视台共近4000万人收看，黄金时段特别节目《庆祝美国》有2100多万观众收看。与上述电视台2017年特朗普就职演说3830万名观众的收视率相比较，收视人数同比上涨4%，其中有线电视新闻网领跑当天全台的收视率。与2017年相比，福斯新闻频道收视率下跌77%，有线电视新闻网增长三倍，MSNBC增长四倍。

## 国际反应
多国政要祝贺拜登和贺锦丽上任，包括澳大利亞總理斯科特·莫里森、英国首相鲍里斯·约翰逊、印度总理纳伦德拉·莫迪、爱尔兰总理邁克·馬丁、以色列总理本雅明·内塔尼亚胡、意大利总理朱塞佩·孔特、日本首相菅义伟、新西兰总理傑辛達·阿德恩、西班牙首相佩德羅·桑切斯、德国总统弗兰克-瓦尔特·施泰因迈尔、法国总统埃马纽埃尔·马克龙、韩国总统文在寅、欧盟委员会主席乌尔苏拉·冯德莱恩、北约秘书长延斯·斯托尔滕贝格和教宗方济各。
中国外交部发言人华春莹祝贺拜登就任，同时表示中国政府希望拜登政府重回双边主义。伊朗总统哈桑·鲁哈尼称特朗普“暴君”，敦促拜登回归特朗普撤出、美国牵头的伊朗核問題全面協議，表示伊朗将“完全尊重”其在“条约中的承诺”。哈马斯称特朗普是“全球不公正、暴力及极端主义行为的最大来源和赞助者”，呼吁拜登“扭转误导、欺压（他们）人民的政策”。